# Sebastián Torrealba
Sebastián Torrealba Alvarado (Santiago de Chile, 6 de febrero de 1981) es un politólogo y político chileno, miembro de Renovación Nacional (RN). Se desempeñó como concejal de la comuna de Lo Barnechea durante dos periodos consecutivos, entre 2004 y 2012. Entre 2018 y 2022 ejerció como diputado de la República en representación del distrito n° 10, de la Región Metropolitana de Santiago, por el período legislativo 2018-2022.

## Familia y estudios
Nació en Santiago de Chile, el 6 de febrero de 1981, hijo de Felipe Torrealba Del Pedregal y María Elena Alvarado Garcés. Es sobrino del exalcalde de Vitacura, Raúl Torrealba, y descendiente por línea materna del diputado Juan Félix de Alvarado y Luque.
En año 1999, egresó de la enseñanza media del Colegio Buenaventura de la comuna de Vitacura. En 2000, ingresó a estudiar ciencia política y políticas públicas en la Facultad de Gobierno de la Universidad del Desarrollo (UDD), titulándose en 2006. Luego, entre los años 2010 y 2012, cursó un magíster en la Universidad Adolfo Ibáñez (UAI).
En el ejercicio de su carrera profesional, se ha desempeñado tanto en el ámbito público como privado. En este último, en el año 2014, funda la empresa «TheStart».
Está casado con Sofía Donoso Larraín, con quien es padre de tres hijos: Samuel, Emilio y Julieta.

## Carrera política
Su trayectoria política comenzó en el año 2000, al iniciar su militancia en el partido Renovación Nacional (RN), en el que ha desarrollado toda su actividad partidista.

### Concejal de Lo Barnechea
En las elecciones municipales de 2004 resultó elegido como concejal de la comuna de Lo Barnechea, obteniendo 2.998 votos, equivalentes al 12,63% del total de sufragios.
En las elecciones municipales de 2008 se presentó a la reelección como concejal de la comuna de Lo Barnechea, obteniendo 6.214 votos, equivalentes al 23,14% del total de sufragios, resultando electo con la primera mayoría de la comuna, por el periodo 2008-2012.
En 2010, es llamado a colaborar con el gobierno del presidente Sebastián Piñera, como asesor del gabinete estratégico del Servicio Nacional del Consumidor (Sernac), hasta el año 2012. Desde de su cargo, participó activamente en la tramitación del proyecto de ley que modernizó y fomentó la competencia del sistema financiero (Sernac Financiero) y abordó los casos de colusión y vulneración de los derechos de los consumidores.
En ese mismo año 2012, renunció a su cargo como concejal, y se trasladó a la Región de Los Lagos para asumir como director regional del Servicio Nacional de Capacitación y Empleo (Sence), cargo que desempeñó hasta marzo de 2014. El año 2015 asume como jefe de gabinete del entonces alcalde de Lo Barnechea, Felipe Guevara Stephens, cargo que desempeñó hasta 2016; del cual tuvo que salir, luego de un dictamen de Contraloría que lo inhabilitaba al tener un vínculo de parentesco (cuñado) con la concejala Macarena Silva.
Por otra parte, en junio de 2015, asumió como presidente de Renovación Nacional en la comuna de Lo Barnechea.

### Diputado
En las elecciones parlamentarias de 2017 fue elegido como diputado por el nuevo distrito n° 10, que comprende las comunas de Providencia, Ñuñoa, Santiago, Macul, San Joaquín y La Granja, Región Metropolitana de Santiago, por el periodo legislativo 2018-2022. Obtuvo 10.196 votos, equivalente al 2,34% del total de sufragios.
Durante este período integró las comisiones permanentes de Medio Ambiente y Recursos Naturales; Seguridad Ciudadana; Futuro, Ciencias, Tecnología, Conocimiento e Innovación; y de Cultura y de las Artes. Además, es miembro de las Comisiones Especiales Investigadoras (CEI): sobre Habilitación de inmuebles para enfermos en el marco del programa de residencias sanitarias; sobre Inversión en hospitales y contratación de personal; sobre Actos del Gobierno en relación con contaminación ambiental que afecta a la comuna de Coronel; sobre Actos de la Administración vinculados al funcionamiento del basural «La Chimba»; sobre Actos del Gobierno relación con alza de energía eléctrica durante la pandemia de COVID-19 en Chile; sobre Actuación de organismos policiales, de persecución criminal y de inteligencia en la llamada «Operación Huracán»; sobre Actos que puedan significar reducción injustificada de registro de defunciones por COVID-19. Formó también, parte del comité parlamentario de RN.
En abril de 2019 el presidente Sebastián Piñera lo nombró como integrante del Comité de la COP 25, a realizarse en Chile en diciembre de ese año, convirtiéndose en uno de los asesores en temas medio ambientales, impulsando una serie de proyectos de ley en la Cámara de Diputados.
En las elecciones parlamentarias de 2021 fue candidato a la reelección por su distrito n° 10, no siendo electo al resultar con un 2,81% de los votos.

## Polémicas
Tras el nombramiento de los subsecretarios del gobierno de Gabriel Boric, criticó los nombramientos a través de un video, indicando que, si bien tenían altas preparaciones técnicas, les faltaba calle, lo cual le trajo críticas por sus dichos, entre ellas del expresidente de su partido, Mario Desbordes, quien indicó a través de su Twitter el comentario: «Y viene del con más calle», junto con unos emoticones de risas.
Dentro del contexto del Vitagate en el cual se ha visto involucrado su tío Raúl Torrealba, en la declaración a la Fiscalía por parte del imputado Domingo Prieto afirmó que dentro del dinero malversado, se desviaban para campañas políticas, específicamente la campaña parlamentaria del año 2017 de Torrealba, quien descartó de plano dichas acusaciones, anunciando acciones legales en pos de proteger su honra. En marzo de 2023, se dio a conocer a la opinión pública que la Fiscalía Centro Norte solicitó al Servel los antecedentes sobre las dos campañas parlamentarias del exdiputado.

## Historial electoral

### Elecciones parlamentarias de 2017
- Elecciones parlamentarias de 2017, candidato a diputado por el distrito 10 (La Granja, Macul, Ñuñoa, Providencia, San Joaquín y Santiago)[10]

### Elecciones parlamentarias de 2021
- Elecciones parlamentarias de 2021, candidato a diputado por el distrito 10 (La Granja, Macul, Ñuñoa, Providencia, San Joaquín y Santiago)[11]